# Église Saint-Fiacre-Saint-Esprit de Massy
L'église Saint-Fiacre-Saint-Esprit est une église paroissiale de culte catholique, dédiée à saint Fiacre et au Saint-Esprit, située dans la commune française de Massy et le département de l'Essonne.

## Situation
Cette église est située au no 4, place Saint-Fiacre.

## Historique
Vers 1922, Jacques Vilmorin donne un terrain situé au lieu-dit « Les vergers » à l'association diocésaine de Versailles pour y établir une église  dédiée au Saint-Esprit. L'église est construite par les paroissiens et la première messe y est célébrée le 31 août 1941. La chapelle est agrandie par adjonction d'une sacristie en 1956.
L'église qui remplace la petite chapelle des Vergers est construite de 1972 à 1973 sur les plans de l'architecte Louis-Pierre Grosbois et consacrée à la Pentecôte de 1973. 
Elle est consacrée à Saint-Fiacre, patron des jardiniers en relation avec les activités du hameau voisin de Villaine de vignerons et de maraichers et de l'ancienne ferme de Vilmorin de Massy et au Saint-Esprit suivant le souhait de Jacques Vilmorin. 
Elle fut remaniée en 2009.

## Description
Le centre cultuel de Massy-Graviers comprend un hall d'entrée, plusieurs salles d'activités, des bureaux, une sacristie et une église de 181 m2. La forme du toit est un puits de lumière, symbole de la lumière venue d'En Haut. Les deux parties du toit qui se font face représentent deux mains élevées vers le ciel. L'intérieur est décoré par les habitants ou repris de l'ancienne chapelle.